# Herb Wąsosza
Herb Wąsosza – jeden z symboli miasta Wąsosz i gminy Wąsosz w postaci herbu.

## Wygląd i symbolika
Herb przedstawia na czerwonej tarczy łódź zbudowaną z czterech złotych, łukowatych, podłużnych elementów, z sześcioma czarnymi punktami każdy (24 punkty symbolizują łączniki konstrukcji np. wbite gwoździe i układają się w trzy pionowe ciągi punktów po lewej, prawej i w środkowej części łodzi). Na każdym końcu łodzi znajduje się złota gwiazda sześcioramienna. W łodzi usytuowane są trzy srebrne blankowane baszty, z których dwie skrajne posiadają po dwa małe, czarne okna łukowe w układzie jedno obok drugiego, trzy blanki oraz stożkowe, złote dachy zwieńczone złotą kulą. Nieco większa i wyższa baszta środkowa ma trzy czarne okna w układzie jedno nad dwoma (jedno małe, dwa wąskie i wysokie), cztery blanki oraz stożkowy złoty dach, na szczycie którego znajduje się złota sześcioramienna gwiazda, nieco większa od tych na łodzi.